# Beatriz Leal
Beatriz Leal Riesco  (Santiago de Compostela, 1978) es una investigadora y docente española, crítica y comisaria especializada en arte y cine contemporáneos africanos y de la diáspora.

## Biografía
Beatriz Leal se formó en Historia del Arte y como Crítica de cine en la Universidad de Salamanca y la Escuela Normal Superior de Pisa (Italia), donde disfrutó de una beca de investigación en 2005. Ha sido investigadora y profesora adjunta en la propia universidad salmantina. Crítica y comisaria especializada en arte y cine contemporáneos africanos y de la diáspora, escribe en revistas especializadas y diarios como El País, Cinema Journal, Secuencias: Revista de Historia del Cine (Universidad Autónoma de Madrid), Caracteres. Estudios culturales y críticos de la esfera digital, Ars Magazine, Hyperion, Okayafrica o L'Harmattan . Desde 2011 es programadora del African Film Festival de Nueva York y de África Imprescindible en España.
Además de ser jurado en festivales de cine nacionales e internacionales ha sido comisaria independiente en distintos centros como Artium, el Centro de Cultura Contemporánea de Barcelona, Azkuna Zentroa, el Museo de Arte Contemporáneo de Castilla y León (MUSAC), así como en la Filmoteca Española y otras como la de La Rioja, Navarra o Valencia. También ha sido editora o coeditora de varias publicaciones sobre cine y codirectora del festival «Semaphores and Surfaces: Reading the New African Cinemas», junto con Wendy L. Belcher y Kofi Agawu que tuvo lugar en 2013 en la Universidad Princeton.